# Zunhua
Zunhua (en chino, 遵化; pinyin, Zūn·Huà) es un municipio  bajo la administración directa de la Prefectura Tangshan en la Provincia de Hebei, República Popular China.  Su área es de 1513 km² y su población total para 2010 superó los 730 mil habitantes. 

## Administración
Desde julio de 2020, el  Municipio Zunhua se divide en 27 pueblos que se administran en 2 subdistritos, 20  poblados, 2 villas y 3 villas étnicas. 

## Toponimia
El topónimo Zunhua [/zun-juá/] está formado de los sinogramas Zun (obedecer) y Hua (trasformar) y viene de la frase 'obedecer el camino de Confucio y Mencio para educar al pueblo' ( 遵循孔孟之道，教化黎民百姓 Zūnxún kǒngmèngzhīdào, jiàohuà límín bǎixìng).